# Julian Składanek
Julian Składanek ps. Skład (ur. 17 lutego 1907 w Warszawie, zm. 30 maja 1958 tamże) – polski aktor teatralny, radiowy i filmowy, uczestnik powstania warszawskiego.

## Życiorys
Ukończył Państwową Szkołę Dramatyczną w Warszawie, a następnie występował w Teatrze Miejskim we Lwowie (1932-1933 oraz 1934-1939) oraz Teatrze Miejskim w Łodzi (1933-1939).
Podczas II wojny światowej powrócił do stolicy, nie występował jednak, pracując jako sprzedawca w sklepie "K.Składanek - konfekcja męska". Był członkiem Armii Krajowej w stopniu podporucznika rezerwy piechoty, służąc jako oficer opreacyjny. Na dzień wybuchu powstania miał przydział do 3. kompanii I. Batalionu „Lecha Żelaznego” Grupy Śródmieście Północ – Radwan. Walczył w Śródmieściu Północnym, był leczony w szpitalu powstańczym przy ul. Śliskiej 51 z podejrzeniem czerwonki. Po upadku powstania wyszedł z miasta z ludnością cywilną, a następnie został wywieziony na roboty do Essen. Po wyzwoleniu przez wojska amerykańskie, do 1946 roku służył w kompanii wartowniczej.
Po powrocie do Polski grał na scenach stołecznych: Teatrze Narodowym (do 1953) oraz Teatrze Polskim (1953-1958). Jego domeną stało się jednak radio, gdzie występował jako aktor oraz lektor, a także pełnił funkcję kierownika Teatru dla Dzieci Polskiego Radia. Należał również do ZASP.
Został pochowany na cmentarzu Powązkowskim w Warszawie (kw.  219 rz. I gr. IV).

### Odznaczenia i nagrody
- Krzyż Kawalerski Orderu Odrodzenia Polski[2]
- Medal 10-lecia Polski Ludowej[2]
- Warszawski Krzyż Powstańczy (pośmiertnie)[2]
- Krzyż Armii Krajowej (pośmiertnie)[2]
- Nagrody Radia i TV - nagroda za wykonanie w audycji dla dzieci tekstów Janusza Korczaka (1958)[1]

## Filmografia[3]
- Żołnierz zwycięstwa (1953) - Harry Taylor junior
- Pożegnanie z diabłem (1956) - ksiądz